# Мосін Василь Олександрович
Василь Олександрович Мосін (рос. Василий Александрович Мосин, 9 травня 1972) — російський стрілець, олімпійський медаліст.

## Виступи на Олімпіадах
| Олімпіада           | Дисципліна | Місце |
| ------------------- | ---------- | ----- |
| Афіни 2004          | дубль-трап | =19   |
| Пекін 2008          | дубль-трап | 14    |
| Лондон 2012         | дубль-трап | 3     |
| Ріо-де-Жанейро 2016 | дубль-трап | 13    |

## Зовнішні посилання
- Досьє на sport.references.com [Архівовано 12 листопада 2012 у Wayback Machine.]